# مرکز جاز باکو

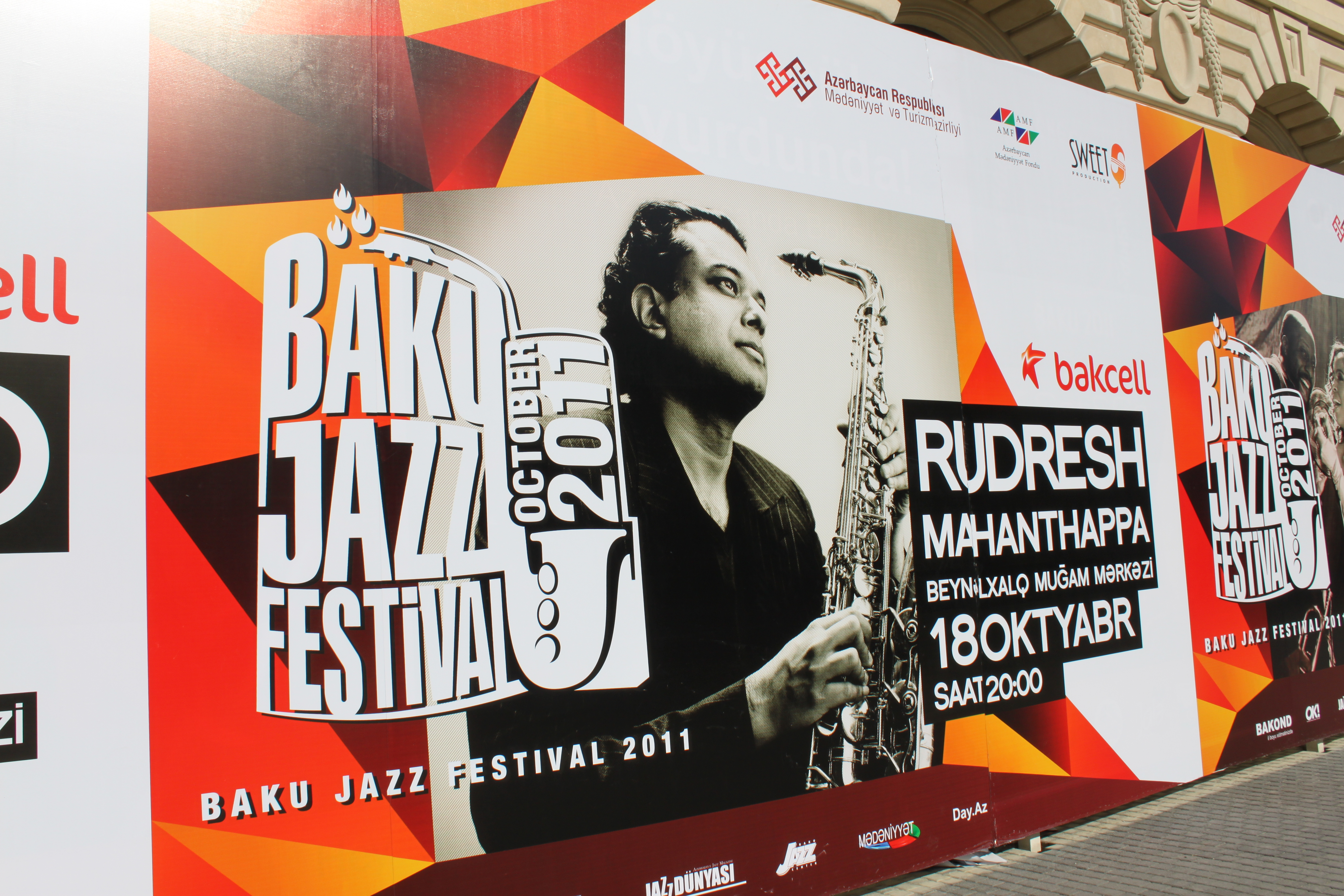
جشنواره بین‌المللی جاز در باکو در سال ۲۰۱۱

مرکز جاز باکو (به ترکی آذربایجانی- Bakı Caz Mərkəzi) با هدف حمایت از جاز و رونق آن در جمهوری آذربایجان، در سال ۲۰۰۲ تأسیس شد. می‌شود گفت که، هر شب آنجا برنامه‌های زندهٔ اجرای موسیقی جار برگزار می‌شود. این مرکز دارای موسیقیدانان و نوازندگانی می‌باشد که در سبک‌های مختلف جاز فعالیت می‌کنند. گاهی اوقات کنسرت‌ها و فیلم‌های جاز در یک صفحه بزرگ در مرکز نمایش داده می‌شود.

## گسترش جاز در آذربایجان
توسعه موسیقی جاز در جمهوری آذربایجان به اوایل قرن ۲۰ بازمی‌گردد. آنگاه تجار مبتکر، معمارها، تاجران، دانشمندان، هنرمندان محلی و خارجی بیشتری ظهور کردند که، جهت ترویج روال جدید موسیقی در آذربایجان نقش بسزایی ایفا نمودند.
«نیازی» و «توفیق قلیف» در سال ۱۹۳۸ اولین ارکستر جاز را در آذربایجان دایر نمودند. آنها بنیان‌گذاران جاز آذربایجانی محسوب می‌شوند. جاز دولتی شامل سه ترومبون، پنج سکسوفون، سه ترومپت، یک پیانو، یک گیتار و سازهای کوبه‌ای بود.
موسیقیدانان در نخستین اجرای کنسرت، در کنار آثار پیشکسوتان کلاسیک، آثار «نیازی» و «توفیق قلیف» را نیز ایفا کرده‌اند. همزمان ایفای تصنیف «چهارگاه» برای اولین بار به همراه بداهه پردازی‌های ساکسوفونی انجام شده‌است. در سال ۱۹۴۱-۱۹۴۵، پس از پایان جنگ، «رئوف حاجی‌یف» مدیر «جاز دولتی» شد.
اولین جشنواره جاز در باکو در سال ۱۹۶۹ برگزار گشت. پس از یک دوره طولانی، این سنت در سال ۲۰۰۵ دوباره رواج پیدا کرد و کماکان ادامه دارد. هر ساله جشنواره مزبور با حضور ستارگان جاز از سرتاسر جهان، در باکو برگزار می‌گردد. گفتنی ست، هنرمندان جاز آذربایجانی، شرکت کنندگان و برندگان جشنواره‌ها و مسابقات بین‌المللی جاز می‌باشند. آذربایجان واجد نوازندگان با قریحه‌ای جاز ماننده «واقف مصطفی‌زاده» و «رفیق بابایف» می‌باشد.